# Війська протиповітряної оборони України
Війська́ протипові́тряної оборо́ни Украї́ни — вид Збройних Сил України, що існував у 1992—2004 роках. Був призначений для забезпечення захисту від ударів супротивника з повітря, зокрема для прикриття особливо важливих, стратегічних об'єктів і населених пунктів, а за мирного часу ніс цілодобове бойове чергування, здійснював контроль за польотами всієї авіації, охороняв державний кордон України в повітряному просторі. В 2004 році Війська ППО були об'єднані в один вид із Повітряними силами України.
Війська Протиповітряної оборони ЗСУ складали Систему протиповітряної оборони держави і мали частини зенітних ракетних військ, радіотехнічних військ, винищувальної авіації, військ зв'язку, спеціальних частин, підрозділів забезпечення і військових навчальних закладів. Вони виконували завдання у взаємодії з Військово-повітряними Силами, військами Протиповітряної оборони Сухопутних військ, силами і засобами протиповітряної оборони Військово-морських Сил і Прикордонних військ України.

## Історія
Після розпаду СРСР українське військо перейняло структуру, яка була у збройних силах Радянського Союзу. У ній було два окремі види — Військово-повітряні сили та Війська протиповітряної оборони. Україна успадкувала від Військ ППО СРСР сотні зенітних ракетних дивізіонів, сотні літаків-перехоплювачів та розгалужену радіолокаційну систему. Так, тільки 8-ма окрема армія протиповітряної оборони СРСР, яка перейшла під юрисдикцію України в 1991 році, налічувала близько 270 стартових позицій зенітно-ракетних комплексів та 7 винищувальних полків, на озброєнні яких перебувало 270 винищувачів. Для України великою проблемою було те, що на її території залишався лише фрагмент єдиної системи протиповітряної оборони Військ ППО колишнього СРСР. Для створення цілісної системи протиповітряної оборони згодом було проведено низку організаційних заходів.
5 квітня 1992 року було створено Командування Військ Протиповітряної оборони України. За подальші 10 років з окремих з'єднань та об'єднань ППО колишньої радянської армії було створене замкнуте коло системи протиповітряної оборони України. Деякі комплекси та системи було знято з озброєння, деякі дивізіони — передислоковано. До 1997 року у складі зенітних ракетних військ було 160 дивізіонів із різними зенітними ракетними системами та зенітними ракетними комплексами на озброєнні. Скорочення чисельності сил та засобів зенітних ракетних військ здебільшого відбувалося за рахунок виведення з бойового складу окремих зразків ЗРК (С-75, С-125, «Круг» та «Куб»),[уточнити] а також за рахунок приведення зенітних ракетних полків С-300П до тридивізіонного складу.
Указом від 27 травня 1992 року № 310/92 президент визначив Війська Протиповітряної оборони як четвертий вид Збройних сил України. Його створення не передбачали тогочасні законодавчі акти Верховної Ради України, і відсутність узгодженої позиції щодо створення виду Збройних Сил, відповідального за оборону повітряного простору держави, безпосередньо вплинула на тривалість процесу становлення Повітряних Сил Збройних Сил України.
У 1991—1994 роках відбулася перша спроба об'єднати Війська ППО і Військово-повітряні сили у один вид військ під назвою Військово-Повітряні Сили України. Ця спроба не вдалася, 18 лютого 1994 року указом президента України було призупинено створення єдиного виду Збройних сил України на базі ВПС та Сил ППО.[джерело?]
У 1995—1996 роках вдруге спробували об'єднати ці види військ, і спроба теж не вдалася. У 1996 році процес об'єднання ВПС та Військ ППО було призупинено.
Станом на 1998 рік, за даними начальника штабу — першого заступника командувача Військ ППО України генерал-лейтенанта Валерія Камінського, щодобово на бойове чергування у Військах ППО України заступало майже 3000 воїнів більш як 120 спеціальностей. Ці сили прикривали державний кордон протяжністю близько 7000 км, здійснювали контроль за польотами авіації всіх відомств у повітряному просторі держави та при перетині повітряних суден державного кордону з сусідніми державами. Радіотехнічні війська за попередні 3,5 роки провели понад 400 тисяч повітряних суден, виявили понад 100 порушників правил польотів. Близько 3,5 тисяч разів чергові сили переводились до готовності № 1 для виконання поставлених завдань та припинення можливих порушень повітряного простору.
12 квітня 2002 року колегії Міністерства оборони України на виконання вимог Президента України ухвалити програму об'єднання Військово-Повітряних Сил та Військ Протиповітряної оборони. На їх основі почалося формування Військово-Повітряних Сил як нового виду Збройних Сил України.

У 2004—2005 роках здійснено перехід Збройних сил України з чотирьохвидової на тривидову структуру: на базі Військово-повітряних сил і Військ протиповітряної оборони було створено єдиний вид Збройних сил — Повітряні сили України. Повітряні сили України мали у складі три повітряні командування «Захід», «Південь», «Центр», а також тактичну групу «Крим».

## Командування
- (1992—1996) генерал-лейтенант Лопатін Михайло Олексійович
- (1996—2000) генерал-лейтенант Стеценко Олександр Олексійович
- (2000—2001) генерал-полковник Ткачов Володимир Васильович
- (2001—2004) генерал-полковник Торопчин Анатолій Якович

## Структура

### Військові з'єднання на 1992 рік
Корпуси ППО:
- 28-й корпус ППО
- 49-й корпус ППО
- 60-й корпус ППО

Авіаційні полки:
- 146-й гвардійський винищувальний авіаційний полк ППО, в/ч 23234, м. Васильків Київської області (МіГ-25)
- 92-й винищувальний авіаційний полк ППО, А1789 (в/ч 35561), м. Васильків Київської області (МіГ-29)
- 179-й винищувальний авіаційний полк ППО, А0000 (в/ч 21815), м. Стрий Львівської області (МіГ-23МЛД)
- 933-й винищувальний авіаційний полк ППО, А1709 (в/ч 65244), м. Дніпро (МіГ-25)
- 737-й винищувальний авіаційний полк ППО, А0000 (в/ч 36853), м. Арциз Одеської області (МіГ-23МЛД)
- 636-й винищувальний авіаційний полк ППО, А0000 (в/ч 55758), м. Краматорськ Донецької області (Су-15ТМ)

Станції раннього виявлення:
- Загоризонтна радіолокаційна станція «Дуга»
- 808 окремий радіотехнічний вузол попередження про ракетний напад А3370, м. Севастополь (розформовано 2006)
- 1056 окремий радіотехнічний вузол попередження про ракетний напад А3432, м. Мукачеве Закарпатської області (розформовано 2006)

### На 2000 рік
- 40-ве винищувальне авіаційне крило ППО, А1789 (в/ч 35561), м. Васильків Київської області (МіГ-29)[5]

## Озброєння
Зенітно-ракетні комплекси:
- С-125
- С-200
- С-300

Авіація:
- Су-27
- МіГ-29

Станція пасивної радіотехнічної розвідки:
- «Кольчуга»
- 36Д6 «Олив'яний щит»

РЛС
- РЛС «Дуга»[джерело?]
- РЛС Пелікан
- П-18
- 19Ж6
- 35Н6
- 5Н84
- 5Н66

РЛК
- П-37
- 64Ж6

ПРВ
- ПРВ-13
- ПРВ-17

## Міжнародне співробітництво
10 лютого 1995 рок було підписано Угоду про створення об'єднаної системи протиповітряної оборони держав — учасниць Співдружності Незалежних Держав.

### Публіцистика
- Владимир Дьяков. Военное закулисье на сломе эпох. — Киев, 2018. — С. 224. — 50 прим. (рос.)